# Yi (Huangshan)
Koordinaten: 29° 55′ N, 117° 56′ O

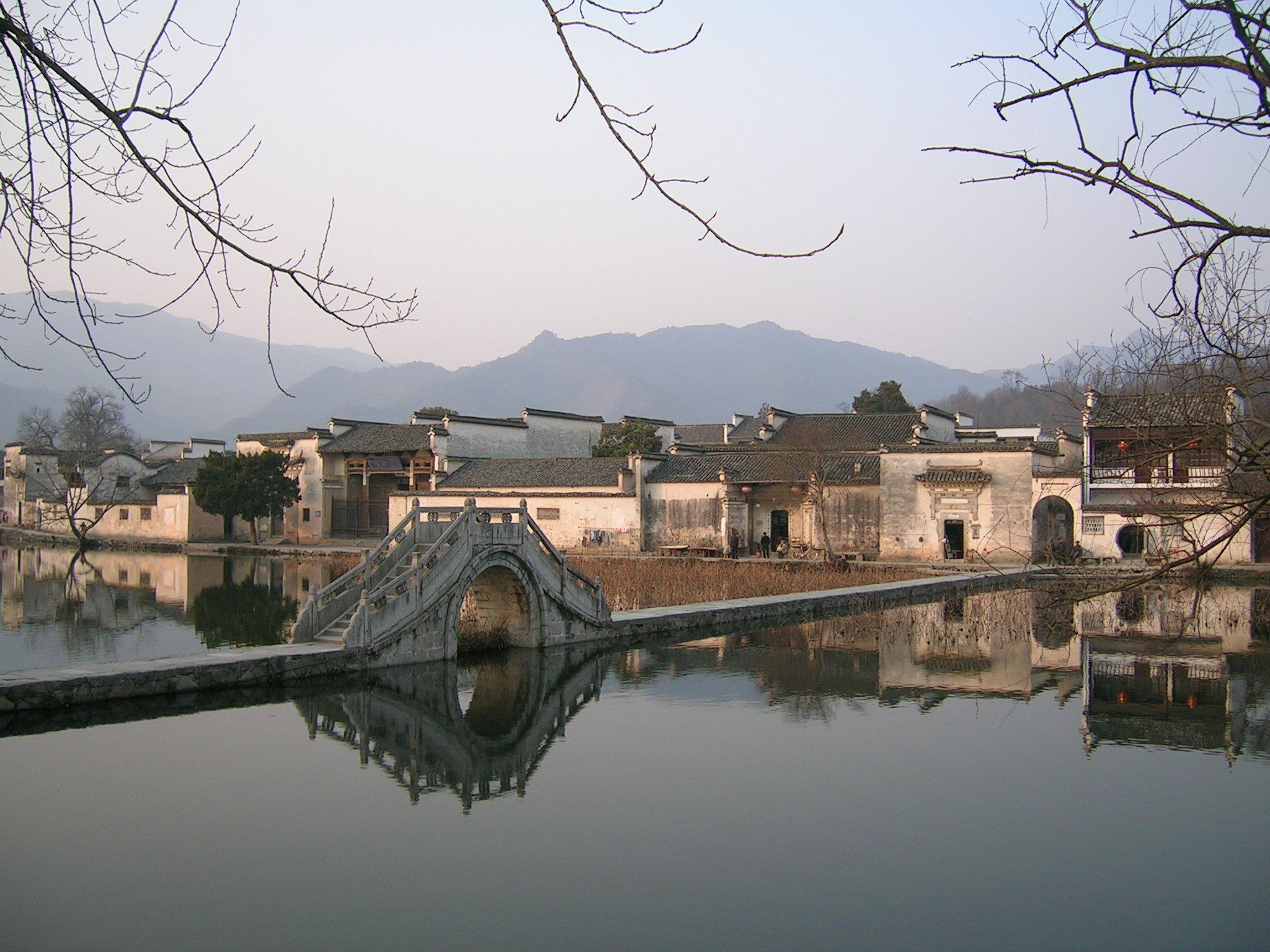
Dorf Hongcun im Kreis Yi

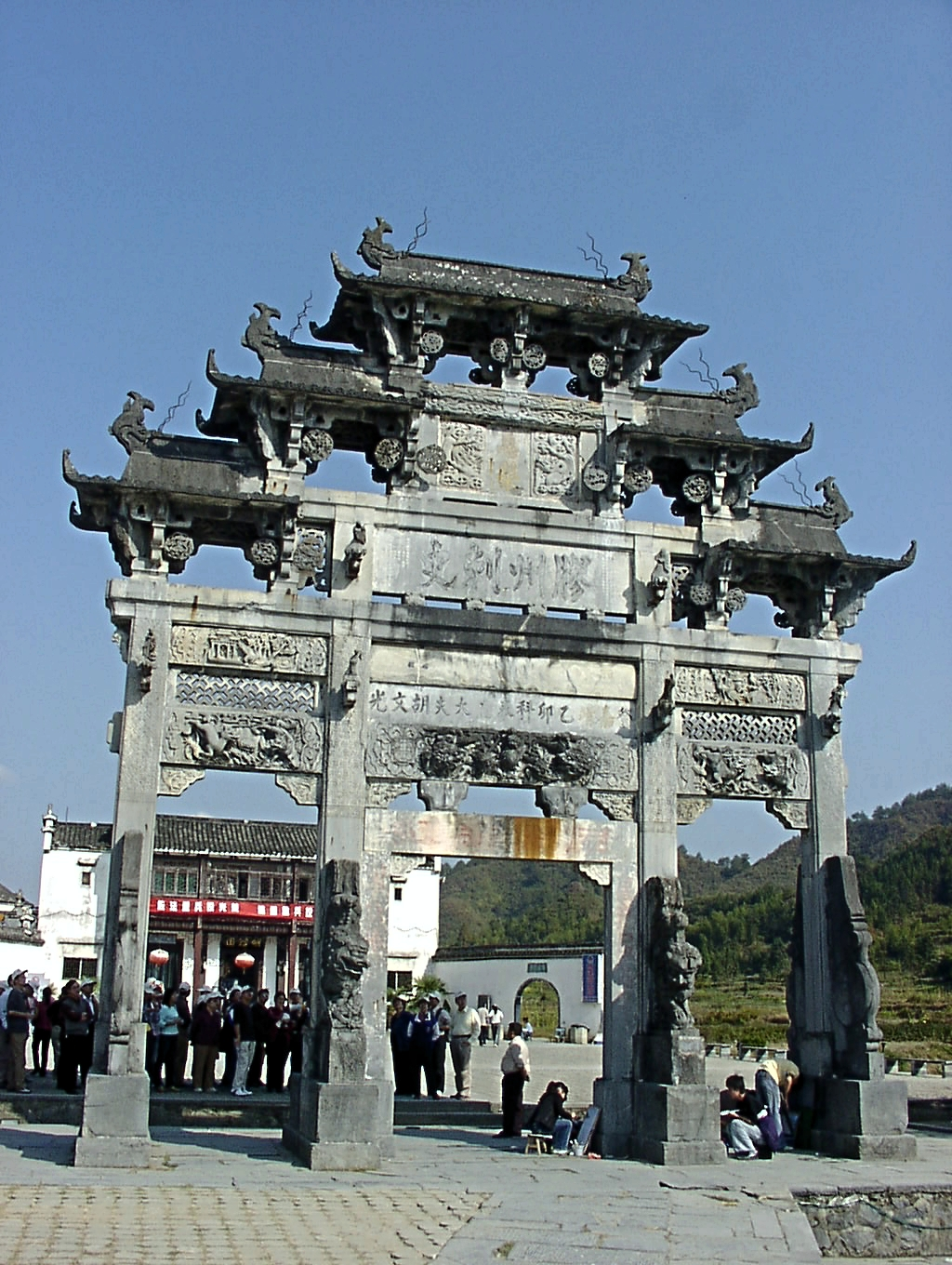
Pailou im Dorf Xidicun im Kreis Yi

Der Kreis Yi (chinesisch 黟县, Pinyin Yī Xiàn) ist ein Kreis der bezirksfreien Stadt Huangshan in der chinesischen Provinz Anhui. Er hat eine Fläche von 855,9 km² und zählt 82.000 Einwohner (Stand: Ende 2018). Sein Hauptort ist die Großgemeinde Biyang (碧阳镇).
Die alte Architektur der Dörfer Hongcun (Hongcun gu jianzhuqun 宏村古建筑群), Xidi (Xidicun gu jianzhuqun 西递村古建筑群) und Nanping (Nanpingcun gu jianzhuqun 南屏村古建筑群) steht seit 2001 bzw. 2006 auf der Liste der Denkmäler der Volksrepublik China, Xidi und Hongcun wurden 2001 in das UNESCO-Welterbe aufgenommen.